# Liste des ministres néo-zélandais des Affaires étrangères
La ou le ministre des Affaires étrangères est le membre du cabinet ayant la responsabilité ministérielle pour les affaires étrangères en Nouvelle-Zélande.
Un département des Affaires extérieures est créé dans le gouvernement de la Nouvelle-Zélande en 1919, alors que ce dominion membre de l'Empire britannique commence à se voir reconnaître le droit à une voix propre sur la scène internationale et que la Nouvelle-Zélande est un membre fondateur de la Société des Nations. Le département devient en 1966 le ministère des Affaires étrangères, et il prend son nom actuel, de ministère des Affaires étrangères et du Commerce, en 1993.
Initialement, le département des Affaires extérieures a uniquement la responsabilité des territoires polynésiens administrés par la Nouvelle-Zélande sous mandat de la Société des Nations : les Samoa occidentales, les îles Cook et Niué, auxquelles s'ajoutent par la suite les îles Tokelau. La Nouvelle-Zélande ne mène pas, et ne souhaite pas mener, de politique étrangère distincte de celle du Royaume-Uni et de l'Empire britannique. Cela demeure le cas même après la Déclaration Balfour de 1926 par laquelle le Royaume-Uni reconnaît implicitement l'indépendance des dominions, et explicitement leur droit à une politique étrangère indépendante. La Nouvelle-Zélande n'accepte qu'en 1947 de reconnaître sa propre souveraineté.
Le Premier ministre choisit le ministre des Affaires étrangères parmi les membres de la Chambre des représentants, principe hérité du modèle de Westminster. La Nouvelle-Zélande étant une démocratie parlementaire, les ministres sont collectivement responsables devant le Parlement élu par les citoyens.

## Liste
Les ministres suivant ont été responsables des affaires étrangères de la Nouvelle-Zélande depuis 1919 :
| Nom | Nom | Nom                        | Titre                                           | Dates du mandat | Parti                    | Premier ministre                          | Gouvernement        |
| --- | --- | -------------------------- | ----------------------------------------------- | --------------- | ------------------------ | ----------------------------------------- | ------------------- |
|     |     | Sir James Allen            | Ministre des Affaires extérieures               | 1919-1920       | Parti de la Réforme (en) | William Massey                            |                     |
|     |     | Ernest Lee                 | Ministre des Affaires extérieures               | 1920-1923       | Parti de la Réforme      | William Massey                            |                     |
|     |     | Sir Francis Bell           | Ministre des Affaires extérieures               | 1923-1926       | Parti de la Réforme      | William Massey ; lui-même ; Gordon Coates |                     |
|     |     | Sir William Nosworthy (en) | Ministre des Affaires extérieures               | 1926-1928       | Parti de la Réforme      | Gordon Coates                             |                     |
|     |     | Gordon Coates              | Ministre des Affaires extérieures               | 1928            | Parti de la Réforme      | lui-même                                  |                     |
|     |     | Sir Joseph Ward            | Ministre des Affaires extérieures               | 1928-1930       | Parti uni (en)           | lui-même                                  |                     |
|     |     | George Forbes              | Ministre des Affaires extérieures               | 1930-1935       | Parti uni                | lui-même                                  |                     |
|     |     | Michael Savage             | Ministre des Affaires extérieures               | 1935-1940       | Parti travailliste       | lui-même                                  |                     |
|     |     | Frank Langstone            | Ministre des Affaires extérieures               | 1940-1942       | Parti travailliste       | Peter Fraser                              |                     |
|     |     | Peter Fraser               | Ministre des Affaires extérieures               | 1943-1949       | Parti travailliste       | lui-même                                  |                     |
|     |     | Frederick Doidge           | Ministre des Affaires extérieures               | 1949-1951       | Parti national           | Sidney Holland                            |                     |
|     |     | Clifton Webb (en)          | Ministre des Affaires extérieures               | 1951-1954       | Parti national           | Sidney Holland                            |                     |
|     |     | Tom Macdonald              | Ministre des Affaires extérieures               | 1954-1957       | Parti national           | Sidney Holland ; Keith Holyoake           |                     |
|     |     | Walter Nash                | Ministre des Affaires extérieures               | 1957-1960       | Parti travailliste       | lui-même                                  |                     |
|     |     | Keith Holyoake             | Ministre des Affaires étrangères                | 1960-1972       | Parti national           | lui-même ; Jack Marshall                  |                     |
|     |     | Norman Kirk                | Ministre des Affaires étrangères                | 1972-1974       | Parti travailliste       | lui-même                                  |                     |
|     |     | Bill Rowling               | Ministre des Affaires étrangères                | 1974-1975       | Parti travailliste       | lui-même                                  |                     |
|     |     | Brian Talboys (en)         | Ministre des Affaires étrangères                | 1975-1981       | Parti national           | Robert Muldoon                            |                     |
|     |     | Warren Cooper (en)         | Ministre des Affaires étrangères                | 1981-1984       | Parti national           | Robert Muldoon                            |                     |
|     |     | David Lange                | Ministre des Affaires étrangères                | 1984-1987       | Parti travailliste       | lui-même                                  |                     |
|     |     | Russell Marshall           | Ministre des Relations externes et du Commerce  | 1987-1990       | Parti travailliste       | Geoffrey Palmer                           |                     |
|     |     | Mike Moore                 | Ministre des Relations externes et du Commerce  | 1990            | Parti travailliste       | Geoffrey Palmer ; lui-même                |                     |
|     |     | Don McKinnon               | Ministre des Affaires étrangères et du Commerce | 1990-1999       | Parti national           | Jim Bolger ; Jenny Shipley                |                     |
|     |     | Phil Goff                  | Ministre des Affaires étrangères et du Commerce | 1999-2005       | Parti travailliste       | Helen Clark                               |                     |
|     |     | Winston Peters             | Ministre des Affaires étrangères et du Commerce | 2005-2009       | Nouvelle-Zélande d'abord | Helen Clark                               |                     |
|     |     | Murray McCully             | Ministre des Affaires étrangères et du Commerce | 2008-2017       | Parti national           | John Key ; Bill English                   | Key                 |
|     |     | Gerry Brownlee             | Ministre des Affaires étrangères et du Commerce | 2017            | Parti national           | Bill English                              |                     |
|     |     | Winston Peters             | Ministre des Affaires étrangères et du Commerce | 2017-2020       | Nouvelle-Zélande d'abord | Jacinda Ardern                            | Ardern I            |
|     |     | Nanaia Mahuta              | Ministre des Affaires étrangères                | 2020-2023       | Parti travailliste       | Jacinda Ardern ; Chris Hipkins            | Ardern II ; Hipkins |
|     |     | Grant Robertson            | Ministre des Affaires étrangères (intérim)      | novembre 2023   | Parti travailliste       | Chris Hipkins                             | Hipkins             |
|     |     | Winston Peters             | Ministre des Affaires étrangères et du Commerce | depuis 2023     | Nouvelle-Zélande d'abord | Christopher Luxon                         |                     |